# Дзержно (Мишковський повіт)
Дзержно (пол. Dzierżno) — село в Польщі, у гміні Порай Мишковського повіту Сілезького воєводства.
У 1975-1998 роках село належало до Ченстоховського воєводства.